# آکاسیای گل‌آبی
آکاسیای گل آبی (نام علمی: Acacia caesiella) نام یک گونه از سرده آکاسیا است. این گونه آکاسیا بومزاد نیو ساوت ولز در استرالیا می‌باشد. این گونه ۱تا۳٫۵متر ارتفاع دارد.